# Bob Cooper

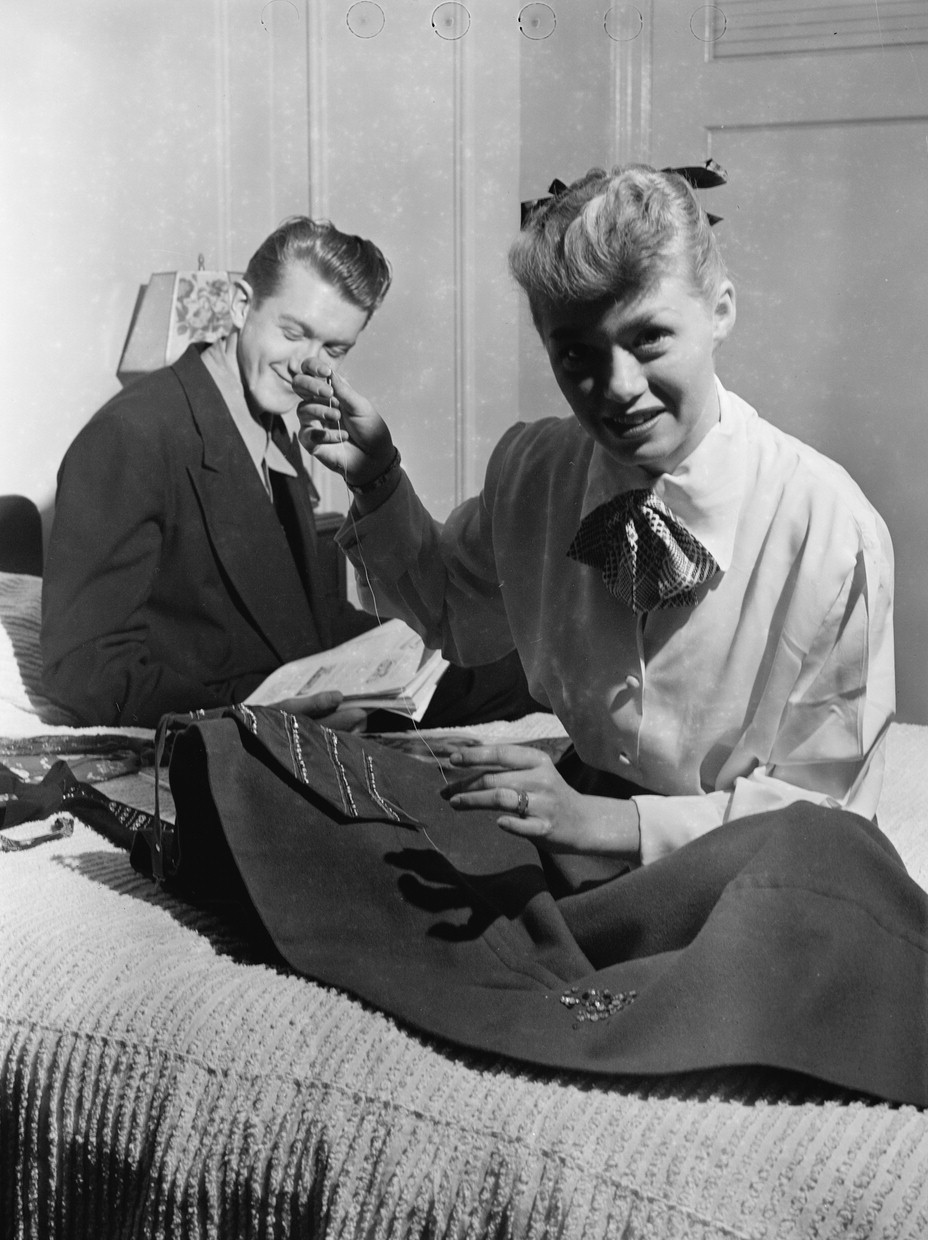
Bob Cooper und June Christy, ca. 1947.
Fotografie von William P. Gottlieb.

Bob Cooper (* 6. Dezember 1925 in Pittsburgh; † 5. August 1993 in Hollywood) war ein US-amerikanischer Jazzmusiker (Tenorsaxophon, Oboe, Arrangement, Komposition).

## Leben und Wirken
Cooper lernte 1940 Klarinette, ab 1941 Tenorsaxophon. Er wurde bei Stan Kenton bekannt, bei dem er zwischen 1945 und 1951 als Saxophonist engagiert war. In dieser Zeit heiratete er die Sängerin June Christy. Als Mitglied der Lighthouse All Stars trat er zwischen 1952 und 1962 mit Shorty Rogers, Pete Rugolo, Bud Shank und Christy, aber auch mit Jimmy Giuffre auf; er war auch an den Aufnahmen von Ella Fitzgerald Sings the Cole Porter Songbook beteiligt. 1955 war er Gründungsmitglied der Formation Shelly Manne & His Men.
Mit Bud Shank unternahm er 1957 und 1958 eine Europatournee, wobei er u. a. mit Attila Zoller, Albert Mangelsdorff und Gary Peacock auftrat. 1959 wurde er Teilhaber des Plattenlabels Lighthouse Music. Er schrieb eine Music for Saxophones and Symphony Orchestra (1963) sowie Film- und Fernsehmusiken. Seit Mitte der 1960er verdiente er sein Geld als Studiomusiker, um später mit den Orchestern von Frank Capp bzw. Nat Pierce und von Bob Florence aufzutreten. Anschließend arbeitete er wieder mit Rogers und den Lighthouse All Stars. Cooper überzeugte als erster Jazzmusiker auf der Oboe.

## Diskografie (Auswahl)
- Howard Rumsey’s Lighthouse All Stars: Sunday A La Lighthouse, Vol. 2 (Contemporary, 1953)
- Shelly Manne & His Men: The West Coast Sound (Contemporary, 1955)
- Coop! The Music Of Bob Cooper (OJC, 1957) mit Conte Candoli, Victor Feldman, Mel Lewis
- Milano Blues (Fresh Sound, 1957)
- For All We Know (Fresh Sound, 1990) mit Monty Budwig, Lou Levy

## Sammlung
- Bob Cooper, Bill Holman & Frank Rosolino - Kenton Presents Jazz (1954–61). Mosaic, 1999 – 4 CDs mit Bud Shank, Howard Roberts, Joe Mondragon, Shelly Manne, Claude Williamson, Curtis Counce, Stan Levey, Jimmy Giuffre, Bob Enevoldsen, Stu Williamson, Max Bennett, John Graas, Ralph Peña, Buddy Collette, Conte Candoli, Frank Rosolino, Pete Jolly, Al Viola, Mel Lewis, Jack Nimitz – Rest der Sammlung bei Bill Holman & Frank Rosolino